# روبرت بيرجمان
روبرت بيرجمان (بالألمانية: Rupert Bergmann)‏ هو مغني أوبرا ومغني نمساوي، ولد في 14 يونيو 1965 في غراتس في النمسا.